# 陈友谅
陳友諒（1320年11月3日—1363年10月3日），元延祐七年（1320年）五月出生，河南江北行省沔阳府（今湖北省仙桃市）人；元末时期群雄和民變领袖之一、中国元末陈汉政权建立者。
1359年，陳友諒挟持徐壽輝，迁都江州（今江西九江），自立为汉王。次年（1360年）闰五月十六日，其在采石五通庙登基称帝，国号汉，改年号为大义，建立陳漢政權。以鄒普勝為太師，張必先為丞相。隨即陳友諒與張士誠合攻朱元璋，并趁机出兵围住朱元璋的金陵應天府，朱元璋遣部下胡大海進攻信州，迫陳友諒回師救援。朱元璋一面離間張士誠，張按兵不動。陳、朱雙方在金陵城（今南京）西北的龍灣（今南京市大胜关）展開惡戰，不巧江水退潮，百艘巨艦擱淺，陳友諒大敗，敗走江州。
陳友諒广义上在位时间为4年，狭义上为3年。1363年10月3日鄱陽湖之戰的时候，陳友諒身中流矢，卒年44岁。

## 祖姓争议
童承叙的《平漢錄》記載：「陳友諒，沔陽人，本姓謝，祖千一，贅於陳，遂從其姓。父普才，黃蓬漁子也。」陳友諒本姓謝，祖父時入贅陳家，改姓陳。此說被《明史》採納，流傳廣泛。
越南《大越史記全書》則稱，陳友諒是投降元朝的越南陳朝宗室陳益稷之子，曾向陳朝遣使求和親和借師。陳益稷投降元朝后，被封为安南国王，后元朝征越失败，将陳益稷安置在汉阳。

## 生平

### 早年事跡
陈友谅少时好学，略通文义，姿貌丰伟，膂力过人，优于武艺，弱冠仕元任元沔阳总管府“狱吏”。

### 反元路途
元順帝至正十一年（1351年）八月，徐壽輝、彭莹玉、邹普胜等人在蕲州（今湖北蕲春南）起事。同年（1351年）十月，攻克蕲水（今湖北浠水），据此建立政權，國号宋（一说天完），年号治平，徐壽輝被擁立為帝。陳友諒投效紅巾軍將領倪文俊麾下的“北琐红军”，开始反元。
至正十五年（1355年）正月，徐壽輝遣其将倪文俊复破沔阳，陈友谅于黄蓬起义被编入天完红巾军，初为簿书掾，徐寿辉授其为沔阳州总管府总管。同年八月，陈友谅协助倪文俊攻占武昌、汉阳，研制出“混江龙”、“塞断江”、“撞倒山”、“江海鳌”等功能各具的大型战舰。
至正十六年（1356年），陳友諒晋升为天完“领兵元帅”，出任黄州路总管府总管。陳友諒率部水陆并进,蔽江东下，一举攻下江州。
至正十七年（1357年）九月，陳友諒襲殺倪文俊，因功升为“平章政事”，自稱勤王，自稱宣慰使，起兵攻下江西諸路，連克江西、安徽、福建等地。
至正十八年（1358年），陈友谅率军从武昌顺江而下，攻陷安庆，又破龙兴、瑞州。而后分兵攻取邵武、吉安，而自己则领兵进入抚州。不久，又破建昌，接連取得赣州、汀州、信州、衢州。

### 汉王
至正十九年（1359年），陳友諒殺將領趙普勝，挾徐壽輝，遷都江州（今江西九江），自立為漢王。

### 建国
至正二十年（1360年）闰五月，陳友諒攻陷太平路，命死士在太平路石（今安徽省馬鞍山市）五通神廟内刺殺徐壽輝。十六日戊午（6月16日），陳友諒于采石五通庙登基稱帝，國號漢，改元大義，以鄒普勝為太師，張必先為丞相。隨即與張士誠合攻朱元璋。朱元璋金陵應天府被陈友谅趁机围住，只好遣胡大海進攻信州，迫陳友諒回師救援。朱元璋一面離間張士誠，張按兵不動，又命屬下康茂才向陳友諒詐降並作為陳友諒在朱元璋軍中內應，結果康茂才引陳友諒軍到金陵城（今南京）西北的龍灣（今南京市大胜关），中了朱元璋在當地的伏兵，後江水退潮，漢軍百艘巨艦擱淺，陳友諒大敗，敗走江州（今九江）。
至正二十一年（1361年），陳友諒遭遇朱元璋西剿。因为割据的地理原因，陈友谅与朱元璋相靠，陈友谅自恃兵力强大，想向东攻取应天。陈友谅亲率水师东下，到达江东桥，双方战于龙湾（今江苏南京城郊），陈友谅大败。因为是潮落，船被搁浅，死者无数，丧失战舰数百艘，陈友谅只得坐小船逃走。张德胜乘胜追击，在慈湖被其打败，焚船。冯国胜率五路大军乘胜追击，陈友谅派出皂旗军迎战，复大败。陈友谅放弃太平路（今安徽当涂），逃至江州。朱元璋军乘胜攻取安庆，陈友谅的部将于光、欧普祥都缴械投降。
至正二十二年（1362年），陈友谅派兵再次攻陷安庆。被朱元璋亲自率军讨伐长驱直入抵达江州后，陈友谅复失安庆。陈友谅战败后，连夜携妻带子逃往武昌，其部将吴宏以饶州投降，王溥以建昌投降，胡廷瑞以龙兴投降。

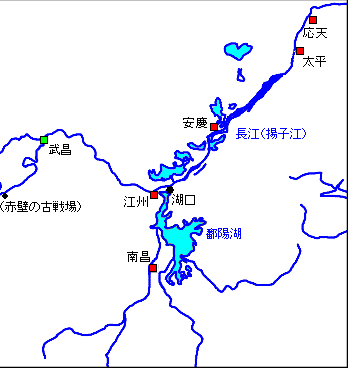

### 战殁
至正二十三年（1363年）四月壬戌，陳友諒大举兵围洪都（今南昌），史称洪都保卫战。本年8月30日，陳友諒复率六十萬水軍在鄱陽湖進攻朱元璋，朱排佈水軍二十萬親自迎敵，是為「鄱陽湖之戰」。陳友諒自恃巨艦出戰，採用砲攻，差點捕獲朱元璋。隨後，朱元璋採納郭興的建議，利用東北風而改用火攻，致使陳友諒部大量受損。之後朱元璋利用鄱陽湖水位降低便於小舟活動，改為分兵水路圍攻陳友諒。同年八月壬戌（10月3日），陳友諒突圍時起霧，陳從船艙中探頭出看，竟中流箭而死，漢軍潰敗。隨後朱元璋圍攻武昌，並盡佔湖北各地。

## 死后
陳友諒死後，張定邊等人在武昌立陳友諒次子陳理登基为帝，改元德壽。
至正二十四年（1364年）二月，朱元璋的西吴军廖永忠部兵臨武昌城下，其帝陳理出降，陳友諒所建立的陳漢政权就此亡国。陈理被朱元璋召至金陵，封为归德侯，洪武五年（1372年）陳理及其九族被流放至朝鮮半島，为今日韩国梁山陈氏先祖。
其部将殷文才的子嗣为避祸改姓为邓。

## 故居
河南行省荆湖北路宣慰司沔阳府沔阳城南（今仙桃市沔城回族鎮古城遗址中）有一座庙宇叫玄妙觀，原为元末农民起义领袖陈友谅的行宫。此观位于沔城南门，坐东朝西，占地面积8000平方米。明、清两朝的道正司一直设在这里。
陳友諒兵敗後，当地百姓怕朱元璋毁观，将其龍興故居改為玄妙觀，為沔阳州道正司的所在，清代避康熙帝諱，改為元妙觀，亦是清代沔阳州道正司。
1941年的中日戰爭，国軍一二八师师长王劲哉焦土抗战过程中，此庙堂遭毀。

## 家庭

### 祖上
- 祖父陈千一（另一说祖父为谢千一，祖母陈氏）
- 二叔祖父陈千二
- 三叔祖父陈千三
- 四叔祖父陈千四
- 五叔祖父陈千五

### 父辈
- 父陈普才，朱元璋封为承恩侯，洪武五年徙滁阳
- 伯陈普略
- 叔陈普全

### 母亲
- 吴氏

### 兄弟
- 长兄陈友富，朱元璋封为归仁伯
- 次兄陈友直，朱元璋封为怀恩伯
- 四弟陈友仁，在鄱阳湖战死，朱元璋赠康山王并立庙祭祀
- 幼弟陈友贵，在鄱阳湖战死，祔陈友仁庙

### 后妃
- 杨苕华[原創研究？]
- 娄玉贞[原創研究？]
- 陶氏
- 阇氏，称妻子或姬妾，被朱元璋军所俘。明代文献多称她是達定妃，她与朱元璋所生潭王朱梓传为陈友谅遗腹子。明人已知其为野史讹传。《萬曆野獲編》称朱元璋深恨陈友谅，“曾纳其妾，旋即遣去，深以为悔。野史讹传，曾生潭王梓”。[2]:66—67

### 子女
- 太子陈善儿，被朱元璋军所俘
- 陈理：因戰敗投降明政府朱元璋後，受封為明歸德侯

### 孙
- 陈明善，无后而逝

## 傳說
- 袁枚《子不語》卷十收錄一篇《毀陳友諒廟》，講清朝趙錫禮任縣令時，毁了荊州陳友諒廟改奉關帝君的佚事。趙只知道是不明的王爺廟，認為是淫祠而毀廟，但並不知該廟是奉祀陳友諒，直到向張天師詢問之後，方才得知。[3]

## 历史评价

### 总评
古有「友諒最桀，士誠最富」之說，陳友諒窮極奢侈，不得民心，舊部多叛，為失敗主因。

### 名人评说
1. 刘基：“友谅包饶、信，跨荆、襄，几天下半。”“士诚自守虏，不足虑。友谅劫主胁下，名号不正，地据上流，其心无日忘我，宜先图之。陈氏灭，张氏势孤，一举可定。”
2. 朱元璋：“友谅亡，天下不难定也。”“朕以友谅志骄、士诚器小，志骄则好生事，器小则无远图。”
3. 杨璟：“向者如陈、张之属，窃据吴、楚，造舟塞江河，积粮过山岳，强将劲兵，自谓无敌。然鄱阳一战，友谅授首，旋师东讨，张氏面缚。此非人力，实天命也。”
4. 饶汉祥：“江汉先英、三楚雄风。”
5. 《朱元璋系年要录》：“至倾国六十万尝试江流，牧野、昆阳、赤壁、淝水、古帝王豪杰能用其众者，未之有闻。”
6. 蔡东藩：「吾谓友谅亦有自败之道，江州失守，根本之重地已去，及奔至武昌，正宜敛兵蓄锐，徐图再举，乃迫不及待，孤注一掷，丧子弟，失爱妃，甚至身死人手，为天下笑，是可见国之兴亡，实关人谋，不得如项羽之刎首乌江，自诿为非战之罪也。”
7. 历史学家吴晗：“陈友谅虽然失败了，但他毕竟是反对元朝蒙汉地主阶级统治的英雄人物，在历史上起过作用，当时人们对他是同情的、怀念的，他的坟墓，到今天还在新建的长江大桥下被保存着，供来往游人悼念。”

## 后世纪念

### 衣冠冢
1363年10月3日，陳友諒身中流矢，卒于鄱陽湖之戰后，其真实尸骸不知去向，衣冠被部下以舟载回，遣送至湖北武汉城内长江大桥武昌桥头引桥蛇山南坡下（湖北武汉著名景點黃鶴樓旁）埋葬，坐北朝南，长方形，圆角，高2.2米，墓基周长12米，墓冢依山构筑，此地为陳友諒的衣冠冢。附近一座六角无名亭，亭柱上刻满字迹。
清代，此地成为湖北按察使署的花园“乃园”之一部分，少有人往。清光绪三十四年（1908年）万耀煌、耿仲钊等发现此墓。
1912年，湖北省内务司议请整修，并在墓前（牌坊与墓之间）修筑了16级台阶的墓道和一座高大牌坊。牌坊前额书“江汉先英”，后额书“三楚雄风”，墓前立碑“大漢陳友諒墓”，广济饶汉祥作碑铭。墓两侧还各建有碑亭一座。1913年墓园进行整修完工，墓地周围苍松翠柏环抱，气氛肃穆。
1923年（辛亥革命后），中华民国对其重建。
1949年，中华人民共和国成立后曾稍作维修。
1956年，该墓被列为湖北省文物保护单位。
文革期间被毁，1981年，中华人民共和国中共地方政府拨款将其复修。1998年6月全面整修竣工，有砖砌水泥墓墙，立“重修大汉陈友谅墓”碑石。

### 纪念馆
2013年12月18日9时，当地政府在湖北省仙桃市（原湖北沔阳）沔街九十墩开设“陈友谅纪念馆”。这个纪念馆内有三层仿古式建筑，占地3891平方米，总建筑面积达到1615平方米。前两层设有920平方米的展厅，最后一层为办公休息区。

## 影视形象
- 1978 《倚天屠龙记》 龙天生
- 1981 台視楊麗花歌仔戲 《朱洪武與劉伯溫》 王桂冠
- 1987 台視楊麗花歌仔戲 《朱洪武》 陳亞蘭
- 1984 《倚天屠龙记》 呂耀華
- 1986 《倚天屠龙记》 何贵林
- 1987 《大明群英》 刘青云
- 1993 《朱元璋》 张炬
- 1994 《倚天屠龙记》 郑平君
- 1998 民視《真命天子》蘇炳憲
- 1998 中視黃香蓮歌仔戲《臭頭洪武君 》 吳安琪
- 1998 《乞丐皇帝传奇》 李志希
- 2001 《倚天屠龙记》 陈荣峻
- 2003 《倚天屠龙记》 孙斌
- 2004 《武当》 刘旭
- 2006 《传奇皇帝朱元璋》李庆祥
- 2006 《朱元璋》李明
- 2008 《飞天舞》 沉浮
- 2009 《倚天屠龙记》 周晓滨
- 2015 《乞丐皇帝与大脚皇后传奇》 季晨
- 2016 《真命天子》 季肖冰
- 2019 《倚天屠龍記》侯瑞祥

## 延伸阅读
[在维基数据编辑]
 《國朝獻徵錄·卷之一百十九》，出自焦竑《國朝獻徵錄》
 《明史卷一百二十三》，出自《明史》
 《新元史/卷226》，出自柯劭忞《新元史》
 在维基共享资源阅览影像